# Markiz Tainton
Markiz Hänia Talhaoui Tainton, född 28 maj 1986 i Österåkers församling, Stockholms län, var en av deltagarna i Sveriges mästerkock 2014, där hon slutade på tredje plats.
I april 2015 gav hon ut kokboken I köket med Markiz med marockanskt tema. Hon har även publicerat recept i Dagens Nyheter samt medverkat med matlagningstips i Sveriges Radios P4 Extra.
Hon är yngre syster till Loreen och är till yrket digital marknadsförare.
Säsongen 2014/2015 var hon en av deltagarna i Fångarna på fortet där hon deltog i samma lag som Patrick Ekwall och Mårten Andersson.